# Ictalurus australis
Ictalurus australis és una espècie de peix de la família dels ictalúrids i de l'ordre dels siluriformes. Va ser descrit per l'ictiòleg Seth Eugene Meek el 1904.

## Distribució geogràfica
Es troba a Mèxic.